# Údrčtí z Údrče
Údrčtí z Údrče (v 16. století psáni také Audrcký nebo Audritzký) byli starý český vladycký rod, který se objevil ve 14. století a v 18. století povýšil do stavu říšských svobodných pánů. Pocházeli z Údrče nedaleko Bochova na Karlovarsku. Rod vymřel po meči.

## Historie

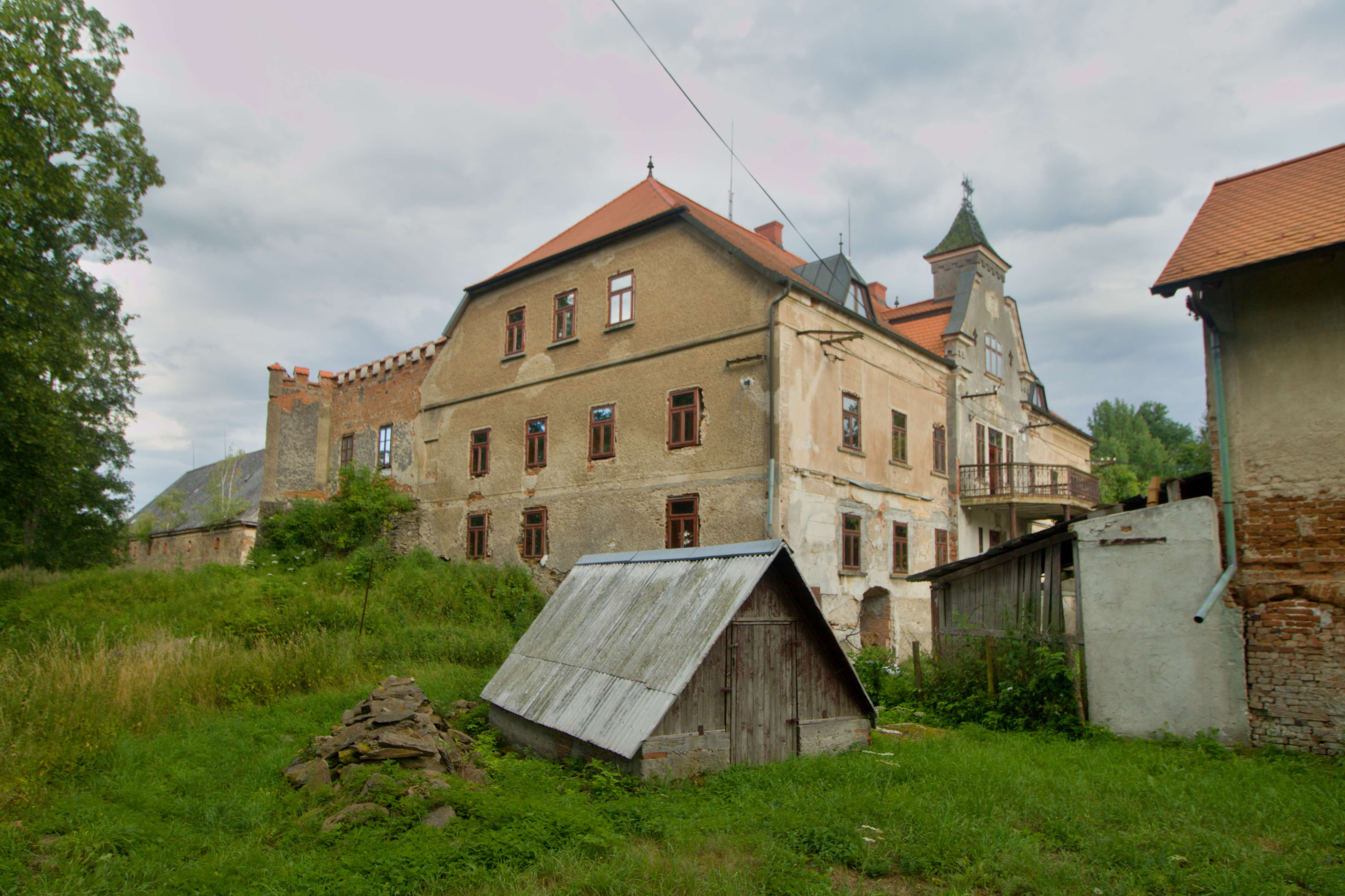
Zámek Údrč

Roku 1169 je připomínán Smil z Údrče považovaný za předka rodu. Předkové Údrckých žili nejprve na Litoměřicku, měl k nim patřit rytíř Evan z Chuderova, doložený k roku 1375, kdy držel Chuderov a přikoupil Božtěšice. V roce 1431 koupil Jindřich starší statek Údrč, podle které se začal psát z Údrče, a Křečov. Koncem 15. století se Údrčtí rozdělili do několika větví, získali postupně statky nejen v západních, ale i severních a středních Čechách. Patřily jim Drahonice, od roku 1560 Třebívlice, Nepomyšl, Postřižín, Břve, Řitka, Zdiby, Krásný Dvůr a Dolánky. Působili jako zemští úředníci a/nebo hejtmani.
Za účast ve stavovském povstání byli potrestáni, šest členů rodu bylo odsouzeno, většinou k zabavení majetku. Některé linie a odnože rodu se z této rány nevzpamatovaly.
Václav Josef se stal v roce 1750 nejvyšším písařem Království českého, ale již roku 1751 zemřel. Jiří Bořivoj sloužil jako hejtman litoměřického kraje. Karel Josef Údrcký z Údrče (1706–1788) sloužil s bratrem Kosmou Janem Hanibalem v rakouské armádě v Uhersku. Vedl si dobře, z hodnosti poručíka přes velitele jízdy v Komárně povýšil až na generála. V roce 1754 byl povýšen do stavu svobodných pánů.
Někteří příslušníci jedné větve rodu povýšili v 18. století do panského stavu. Další větev se usídlila v Bavorsku a byla též přijata do panského stavu, ovšem již koncem 19. století vyhasla.

## Erb
Štít měli dělený napříč, podle Bartoloměje Paprockého modře a stříbrně. Ovšem jak dělení, tak barvy jsou nejisté. V klenotu byla poloviční figura těžkooděnce nesoucí zlatou kouli

## Příbuzenstvo
Spojili se s Hrobčickými z Hrobčic, pány z Doupova, s Kaplíři ze Sulevic, Štampachy, Věžníky, Voračickými z Paběnic, Kořenskými z Terešova, Janovskými z Janovic a Klenové či Mladoty ze Solopisk.